# Кшиштоф Квінта
Кшиштоф Квінта (пол. Krzysztof Kwinta; нар. 1 січня 1980) — колишній польський тенісист.
Найвищу одиночну позицію світового рейтингу — 804 місце досяг 23 липня 2001, парну — 466 місце — 19 березня 2001 року.

## Титули ITF Ф'ючерс

### Парний розряд: (3)
| Ранг | Дата     | Турнір              | Покриття | Партнер            | Суперники                         | Рахунок        |
| ---- | -------- | ------------------- | -------- | ------------------ | --------------------------------- | -------------- |
| 1.   | Лип 2000 | Польща F3, Катовиці | Ґрунт    | Марцин Матковський | Мацей Домка Юрій Щукін            | 6–3, 7–5       |
| 2.   | Сер 2001 | Польща F1, Познань  | Ґрунт    | Філіп Аніола       | Ральф Ґрамбов Флоріан Кунт        | 6–3, 2–6, 6–3  |
| 3.   | Вер 2004 | Польща F6, Вроцлав  | Ґрунт    | Марцин Ґолаб       | Пйотр Олеховський Давід Олейнічак | 7–6(4), 7–6(2) |